# Powiat de Zduńska Wola
Le powiat de Zduńska Wola (en polonais : powiat zduńskowolski) est un powiat de la voïvodie de Łódź, dans le centre de la Pologne. Il a été créé le 1er janvier 1999 à la suite de la réforme votée en 1998. Le chef-lieu est Zduńska Wola, située à 25 km au sud-oust de Łódź.

## Administration
Le powiat est divisé en quatre gmina :
- 1 commune urbaine : Zduńska Wola ;
- 1 commune mixte : Szadek ;
- 2 communes rurales : Zduńska Wola et Zapolice.